# Rouffange
Rouffange ist eine französische Gemeinde im Département Jura in der Region Bourgogne-Franche-Comté. Sie gehört zum Arrondissement Dole und zum Kanton Authume. Die angrenzenden Gemeinden sind Pagney im Norden, Étrabonne (Département Doubs) im Osten, Romain im Süden und Taxenne im Westen.

## Geschichte
Frühere Ortsnamen waren Rofenges (Nachgewiesen aus den Jahren 1140–43), Rophenges (1204), Roufflanges (1399), Roffenges (14. Jahrhundert) und Roufflange (1748).

### Bevölkerungsentwicklung
| Jahr                       | 1962 | 1968 | 1975 | 1982 | 1990 | 1999 | 2006 | 2017 |
| -------------------------- | ---- | ---- | ---- | ---- | ---- | ---- | ---- | ---- |
| Einwohner                  | 80   | 89   | 74   | 69   | 80   | 83   | 93   | 104  |
| Quellen: Cassini und INSEE |      |      |      |      |      |      |      |      |

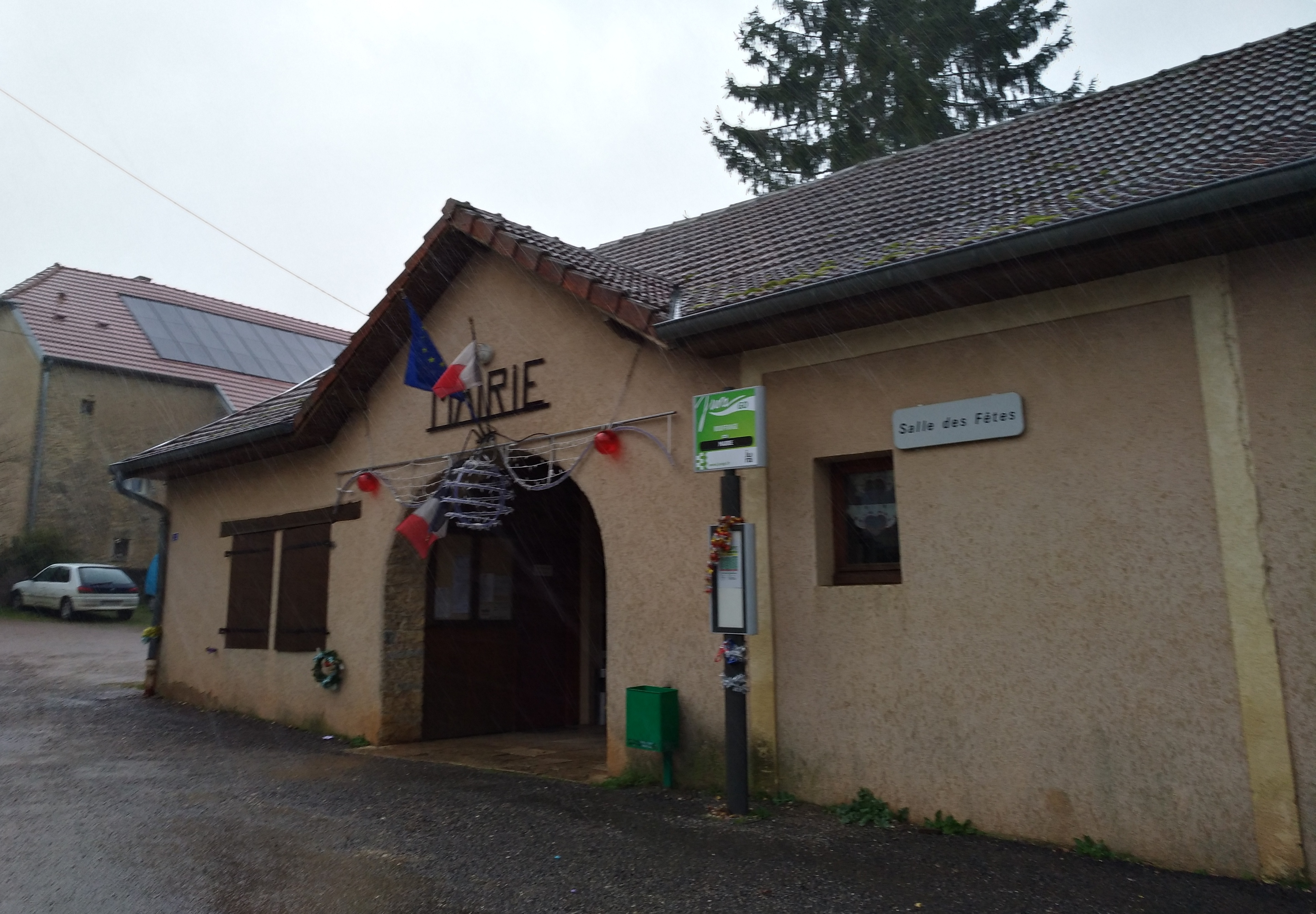
Mairie Rouffange
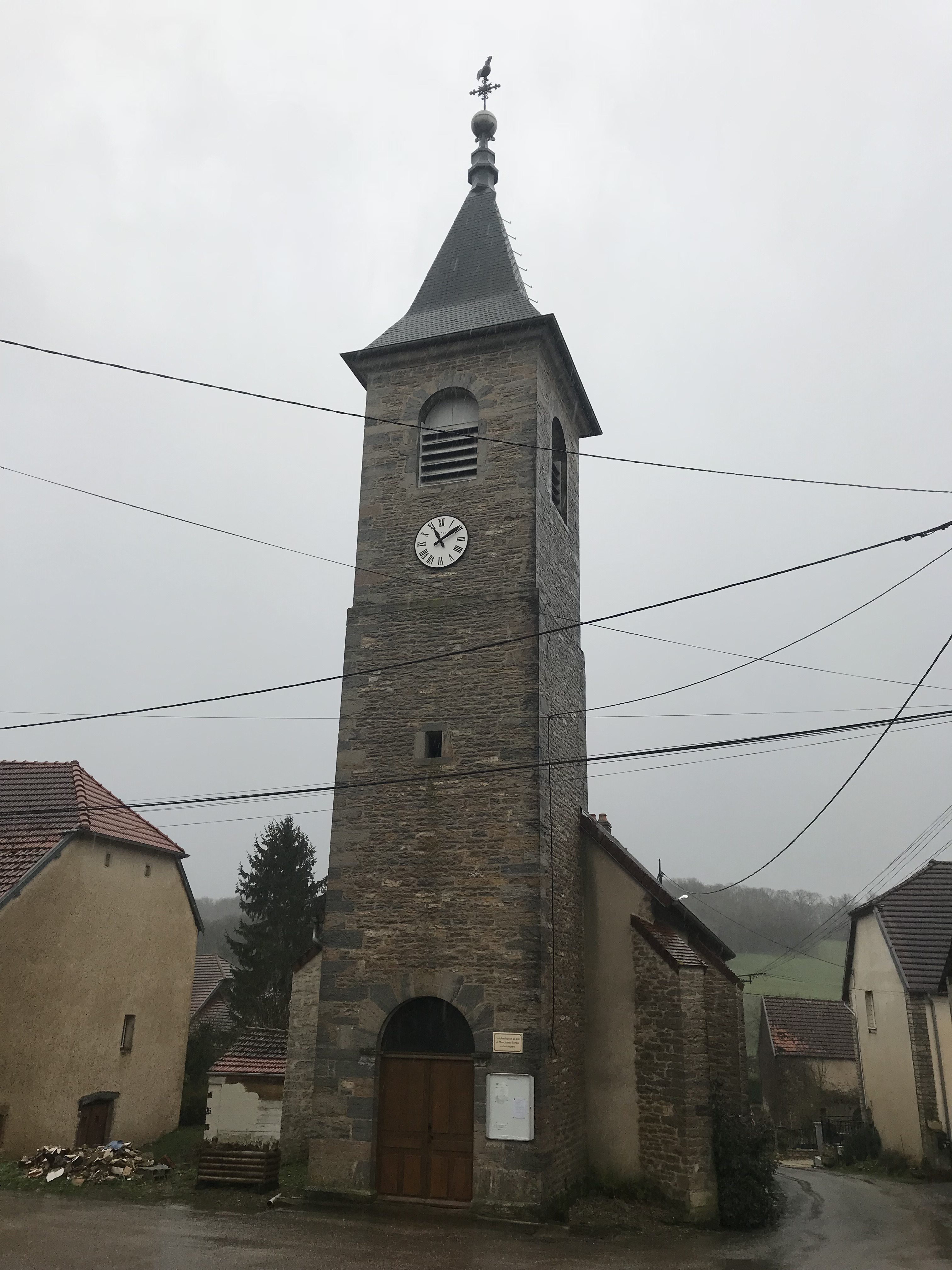
Kirche Saint-Martin
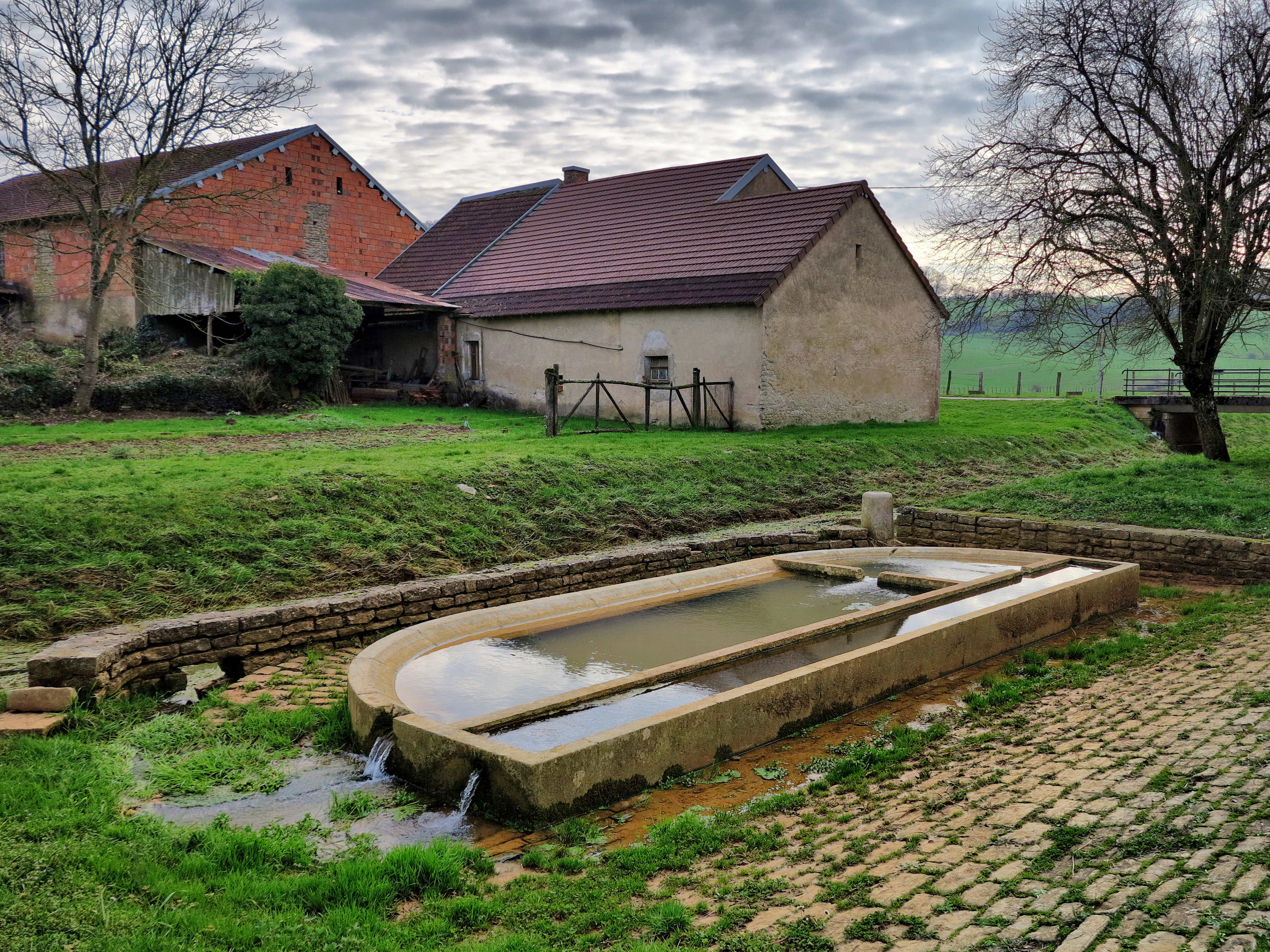
Ehemaliger Waschplatz / Viehtränke